# یخچال گنبدی
یخچال گنبدی به یخچال‌هایی که بر فراز چال یا مخزن یخ آن‌ها یک گنبد بزرگ خشتی ساخته می‌شده است گفته می‌شود. این یخچال‌ها در حاشیهٔ کویر مرکزی و نواحی شمال شرقی ایران احداث می‌شده است. این یخچال‌ها دارای یک چال بزرگ مخروطی شکل بوده‌اند. در پایین چال یک راه آب بوده و آبی که از یخ‌ها ذوب می شده، از طریق آن به چاه منتقل می شده‌است. ابعاد چالها متفاوت بوده، یکی از بزرگترین یخچال‌های ایران، یخچال میبد است. قطر دهانه چال آن ۱۳ متر و عمق آن حدود ۶ متر است. در دور تا دور این چال یک سکو جهت رفت‌وآمد به عرض ۵/۱ متر وجود دارد.
بعد از سکو، پوسته قطور گنبد قرار گرفته‌است. گنبد از نوع دورچین بوده، با خشت خام ساخته می شده. به جهت مقاومت و ایستایی بهتر گنبد و همچنین کاهش هزینه ساخت آن، ضخامت پوسته گنبد از پائین به بالا کاهش می یافته تا وزن گنبد کمتر شود و مرکز ثقل آن در ارتفاع پائین تری قرار گیرد و همچنین مصالح و نیروی بدنی کمتری صرف احداث آن شود. ارتفاع گنبد میبد حدود ۱۵ متر و ضخامت پوستهٔ آن در پائین ۲۴۰ سانتیمتر و در بالا ۲۰ سانتیمتر یعنی به طول یک خشت است. به همین دلیل است که گنبد یخچال از بیرون به صورت پله‌ای می‌باشد که این خود یک مزیت جهت تعمیر و نگهداری گنبدهای عظیم یخچال‌ها بوده‌است. زیرا هر ساله باید یک لایه کاهگل بر روی سطح خارجی گنبد کشیده شود تا آن را در مقابل بارندگی، تابش آفتاب و تغییرات جوی حفظ کند و پله‌های روی گنبد سکویی جهت انجام این کار بوده‌است. البته بین این پله‌ها یا سکوها، یک ردیف یک ردیف پله‌های کوچکتر نیز می‌ساختند تا کارگران بتوانند بین سکوها رفت‌وآمد کنند. معمولاً در سمت شمالی گنبد، دیوار سایه انداز قرار داشته و در سمت شمال این دیوار محل یخ بند بوده‌است. یخچال‌ها اغلب دو در داشته‌اند، یکی در سمت شمال بین محل یخ بند و چال دیگری در سمت جنوبی یخچال. در زمستان از در شمالی استفاده می شده و یخ را از یخ بند به داخل یخچال می‌آوردند و از طریق شیبی که بین در و چال بوده، یخ را به داخل یخچال سر می‌داند. در سمت جنوبی هنگام تابستان باز می شده و یخچال دار از طریق این در یخ را تحویل مردم می داده است.